# Beñat (Fußballspieler)
Beñat [beˈɲat], mit vollem Namen Beñat Etxebarria Urkiaga [beˈɲat etʃeβaˈri.a urkiˈaɣa] (* 19. Februar 1987 in Igorre, Bizkaia), ist ein ehemaliger spanischer Fußballspieler, der zuletzt beim Macarthur FC unter Vertrag stand.

## Laufbahn
Beñat kam mit elf Jahren zu Athletic Bilbao, wo er im Folgenden fußballerisch ausgebildet wurde. Später wurde er dort in das B-Team aufgenommen und gehörte ab 2006 auch zum Kader der ersten Mannschaft. Allerdings kam er hier nur einmal für wenige Minuten als Einwechselspieler zum Einsatz. Daraufhin wechselte er zur Saison 2008/09 in die Segunda División B zu UB Conquense, bevor er im Sommer 2009 innerhalb der Liga zum B-Team von Betis Sevilla wechselte. 2010 wurde er dann in den ersten Kader in die Segunda División befördert und schaffte es, sich dort sofort einen Stammplatz zu sichern. In dieser Saison gelang ihm mit seinem Team auch der Aufstieg in die Primera División. Auch in dieser Liga behielt er seinen Stammplatz und wurde daraufhin in den vorläufigen Kader für die EM 2012 berufen, obwohl er bis dahin noch kein Spiel für die Auswahlmannschaft bestritten hatte.
Zur Saison 2013/14 wechselte Beñat innerhalb der Primera Division von Betis Sevilla zu Athletic Bilbao. Nach sieben Jahren wechselte er zum Macarthur FC, wo er nach einer Saison seine Karriere beendete.